# ألفرد إم. جونز
ألفرد إم. جونز هو شخصية أعمال وسياسي أمريكي، ولد في 5 فبراير 1837 في نيو دورهام في الولايات المتحدة، وتوفي في 8 يوليو 1910 في ميلواكي في الولايات المتحدة. نشط حزبياً في الحزب الجمهوري. وقد انتخب عضو مجلس ولاية ويسكونسن ‏ وانتخب عضو مجلس نواب إلينوي ‏.